# 24 (число)
Вижте пояснителната страница за други значения на 24.
Двайсет и четири (също и двадесет и четири) е естествено число, предхождано от двайсет и три и следвано от двайсет и пет. С арабски цифри се записва 24, а с римски – XXIV. Числото 24 е съставено от две цифри от позиционните бройни системи – 2 (две) и 4 (четири).

## Математика
- 24 е четно число.
- 24 е съставно число.
- 24 е най-малкото число с 8 делителя.
- 24 = 4! (4! = 1×2×3×4 = 24).
- 24 = 2³+2⁴
- 24 е единственото нетривиално решение на задачата,[3] сборът на колко поредни естествени числа на квадрат прави точен квадрат (1²+2²+3²+4²+...+24² = 70²); тривиалното решение е 1²=1².
- 24 е сбор на третата двойка прости числа близнаци 11 и 13.
- Многоъгълник с 24 страни (и ъгли) се нарича двадесетичетириъгълник или тетракосагон (икоситетрагон). Правилният 24-ъгълник има вътрешен ъгъл от 165°.
- 24 е равно на две дузини.

## Други факти
- Химичният елемент под номер 24 (с 24 протона в ядрото на всеки свой атом) e хром.
- 24 карата е чистото злато.
- 24 часа е едно денонощие.
- 24 декември е Бъдни вечер – един от най-големите християнски празници.
- 24 са буквите в гръцката азбука, поради което толкова са и частите в Омировите поеми „Илиада“ и „Одисея“.
- 24 са игралните полета в играта табла.
- 24 са сезоните в китайския слънчев календар.
- 24 е максималният брой живи членове на Ордена на жартиерата.
- 24-битовият цвят, (наричан още TrueColor) предлага 16 777 216 цвята (224), доближаващи се максимално до реалните цветове.
- 24 месеца са 2 години.
- 24-точкова калинка (Subcoccinella vigintiquatuorpunctata) е вид насекомо.